# Vlekrugbaardkoekoek
De vlekrugbaardkoekoek (Nystalus maculatus) is een vogel uit de familie Bucconidae (baardkoekoeken).

## Verspreiding en leefgebied
Deze soort komt voor in Zuid-Amerika
Er zijn twee ondersoorten:
- N. m. maculatus (Gmelin, JF, 1788): in noordoostelijk en Midden-Brazilië.
- N. m. striatipectus	(Sclater, PL, 1854): in oostelijk Bolivia tot het zuidelijke deel van Midden-Brazilië, zuidelijk via westelijk Paraguay tot Midden-Argentinië (Chacobaardkoekoek).

## Status
De grootte van de populatie is niet gekwantificeerd maar de soort wordt omschreven als tamelijk algemeen. Op de Rode lijst van de IUCN heeft deze soort de status niet bedreigd.